# 1680 Per Brahe
1680 Per Brahe è un asteroide della fascia principale del diametro medio di circa 14,2 km. Scoperto nel 1942, presenta un'orbita caratterizzata da un semiasse maggiore pari a 2,7233862 UA e da un'eccentricità di 0,1829730, inclinata di 4,25718° rispetto all'eclittica.
L'asteroide è dedicato al conte svedese Per Brahe il Giovane.